# Condor (Rio Grande do Sul)
Pour les articles homonymes, voir Condor.
Condor est une municipalité brésilienne située dans l'État du Rio Grande do Sul.